# Десять смельчаков Санады

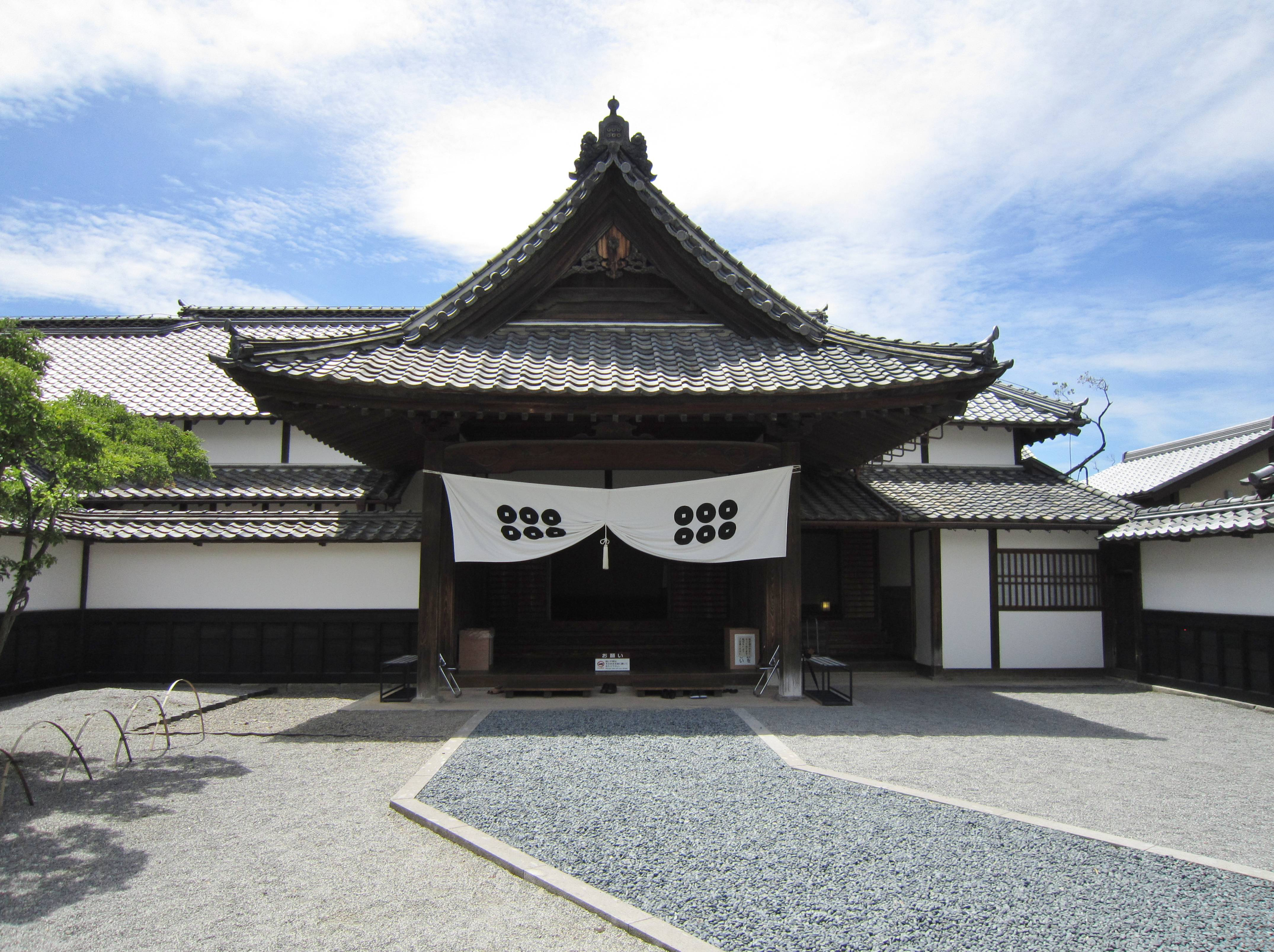
Резиденция клана Санада

Десять смельчаков Санады (яп. 真田十勇士 Санада дзююси), или Десять героев Санады — легендарная группа ниндзя, служившая даймё Санаде Юкимуре в период японской феодальной раздробленности (конце Сэнгоку, Адзути-Момояма и начале Эдо). Каждый имел исторический аналог, но известность группа получила благодаря повести  «Санада Сандайки» («Записи о трёх поколениях семьи Санада»), опубликованной в период Эдо. Позже, в период Тайсё,издательство Тацукава Бунко опубликовало о них ещё две повести: «Сарутоби Сасукэ» и «Десять смельчаков Санады».

## Десять смельчаков
| Имя               | Японское написание | Возможный прототип          | Японское написание |
| ----------------- | ------------------ | --------------------------- | ------------------ |
| Сарутоби Саске    | 猿飛 佐助          | Кодзуки Саске               | 上月佐助           |
| Киригакурэ Сайдзо | 霧隠 才蔵          | Киригакурэ Сикаэмон         | 霧隠鹿右衛門       |
| Миёси Сэйкай      | 三好 清海          | Миёси Масаясу               | 三好政康           |
| Миёси Иса         | 三好 伊三          | Миёси Масакацу              | 三好政勝           |
| Анаяма Косукэ     | 穴山 小助          |                             |                    |
| Унно Рокуро       | 海野 六郎          | Унно Рокуробэ               | 海野六郎兵衛       |
| Какэй Дзюдзо      | 筧 十蔵            | Какэй Дзюбэ                 | 筧十兵衛           |
| Нэдзу Дзимпати    | 根津 甚八          | Нэдзу Короку                | 禰津小六           |
|                   | или                | Адзай Иёри                  | 浅井井頼           |
| Юри Каманосукэ    | 由利 鎌之助        |                             |                    |
| Мотидзуки Рокуро  | 望月 六郎          | Мотидзуки Уэмон             | 望月宇右衛門       |
|                   | или                | Мотидзуки Дзимдзаэмон       | 望月甚左衛門       |
|                   | или                | Мотидзуки Ухэй              | 望月卯兵衛         |
|                   | или                | Мотидзуки Усабуэмон Юкитада | 望月卯左衛門幸忠   |

Самый популярный из десятки — безусловно, Сарутоби Саске, являющийся частью многих картин, книг и фильмов. Считается, что он основан на реальном персонаже по имени Кодзуки Саске, а говорящее имя «Сарутоби» (от «сару» (猿) — обезьяна и «тоби» (飛) — прыжок) было додумано в период Мэйдзи или Тайсё. Изображается он ловким, как обезьяна, или даже выращенным обезьянами. В поддержание художественной традиции противостояния кланов Ига и Кога Сарутоби изображается ниндзя Кога-рю, а его соперник и близкий друг Киригакурэ Сайдзо — ниндзя клана Ига. Сарутоби часто считается погибшим во время знаменитой осады Осакского замка в 1615 году, что историческими источниками не подтверждается. Согласно другой версии, он в том же году проник в замок Токугавы Иэясу, где попал в медвежий капкан, из которого освободился, отрезав себе ногу, но всё равно был настигнут и предпочёл смерть плену.
Образ Киригакурэ Сайдзо используется ненамного реже, но, в отличие от Сарутоби, этот ниндзя изображается куда более спокойным, рассудительным, образованным и зрелым, что приближает его к образу «романтичного бандита» Гоэмона Исикавы. Есть исторические свидетельства тому, что ниндзя с таким или похожим именем был пойман при попытке убить или шпионить за Тоётоми Хидэёси по поручению Токугавы Иэясу; ему была сохранена жизнь после клятвы верности клану Тоётоми. Имя Киригакурэ (霧隠) также говорящее и означает «скрытый туман», поэтому в книгах и фильмах его техники включают скрытность, иллюзии и тактику выжидания.
В некоторых источниках Киригакурэ Сайдзо и Анаяма Косукэ — женского пола. Также иногда считается, что братья Миёси — монахи (нюдо, 入道).

## Популярность
Десять смельчаков так или иначе упоминаются:
- в фильмах:
  - «Сарутоби Сасукэ» (несколько одноимённых фильмов 1918, 1919, 1922, и 1966 годов)
  - Brave Records of the Sanada Clan (真田風雲録), 1963
  - Ibun Sarutobi Sasuke (異聞猿飛佐助), 1965
  - Гоэмон (五右衛門), 2009
- в играх:
  - Sanada Ten Braves (真田十勇士), 1988
  - Sengoku Basara (戦国BASARA), 2005
  - Samurai Warriors 2 (戦国無双2), 2006
  - Nioh, 2017
- в манге/аниме:
  - Shonen Sarutobi Sasuke (少年猿飛佐助), 1959
  - Manga Sarutobi Sasuke (まんが猿飛佐助), 1979
  - Samurai Deeper Kyo (サムライ ディーパー キョウ), 1999
  - Brave 10 (ブレイブ・テン), 2007

и многих других произведениях.